# Busuanga
För den filippinska kommunen, se Busuanga, Palawan

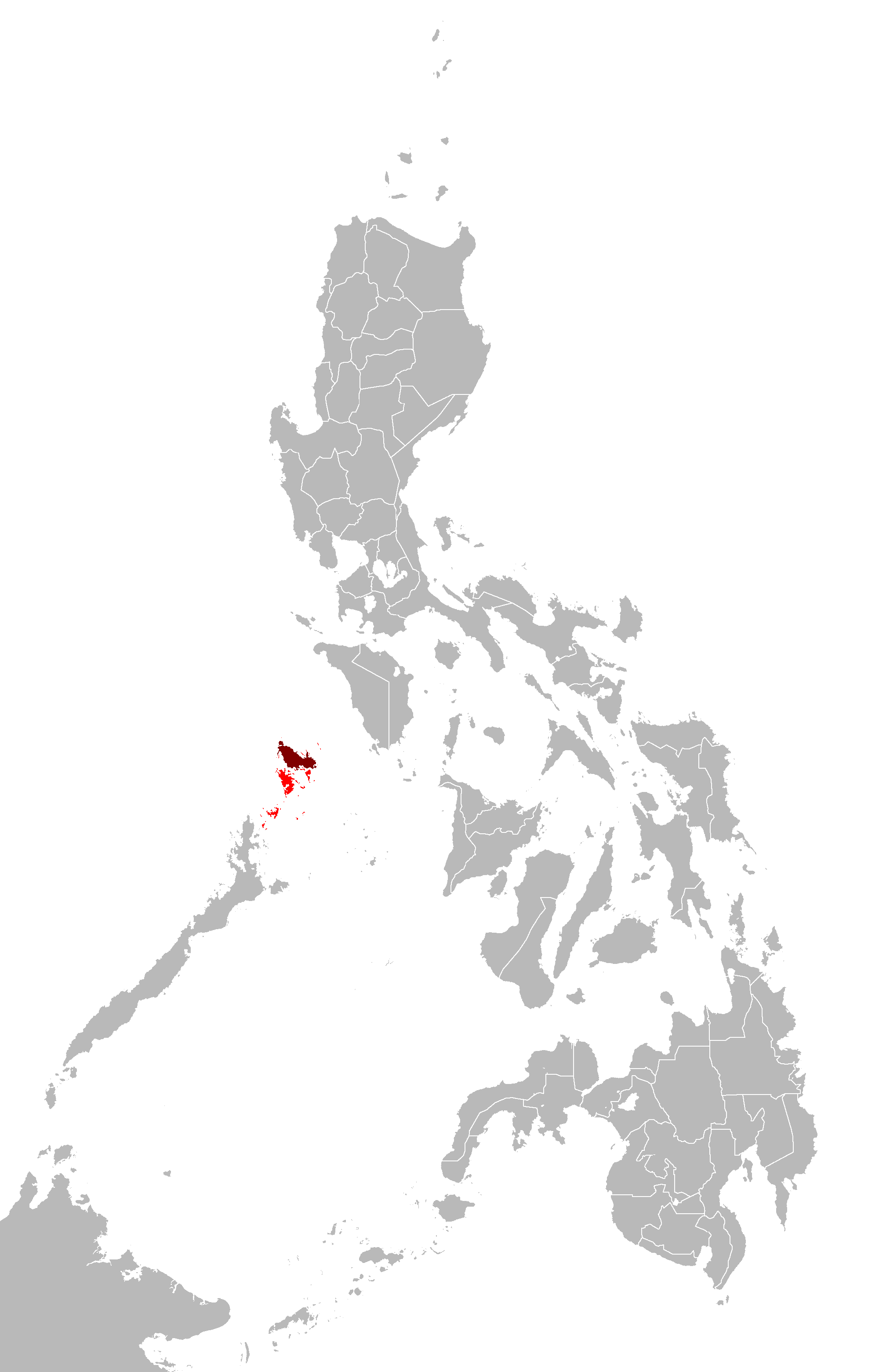
Karta över Filippinerna med Calamianöarna utmärkta i rött och Busuanga i mörkrött.

Busuanga är den största ön i ögruppen Calamianöarna som befinner sig i den filippinska provinsen Palawan. 
Busuanga är den näst största ön i provinsen, där ön Palawan är den största. Ön är belägen halvvägs mellan öarna Mindoro och Palawan med Sydkinesiska havet till väster och Suluhavet i sydost. Söder om ön befinner sig två andra av de stora Calamianöarna: Culion och Coron.
Den västra tredjedelen av ön tillhör kommunen Busuanga och de östra två tredjedelarna tillhör kommunen Coron.
Ön Busuanga är huvudsakligen känd som en plats för sportdykning på grund av de tolv japanska vraken från andra världskriget. Dessa blev sänkta av amerikanska flottan den 24 september 1944 i Coronbukten, en naturlig hamn nära Corons centrum.